# Aardenburg
Aardenburg, en français Aerdenbourg(flamand occidental: Aerenburg) est une petite ville dans la partie ouest de la Flandre zélandaise; elle fait aujourd'hui partie de la commune de L'Écluse. C'est la plus ancienne ville de Zélande ; elle jouit de droits municipaux. Aardenburg a 2423 habitants (2010).
C'est un des plus anciens établissements des Pays-Bas; elle était déjà habitée à l'époque romaine. On a retrouvé des fondations d'habitations de cette époque, ainsi que d'autres trouvailles archéologiques. Aardenburg fut aussi le site d'un camp romain, appelé Castellum Rodanum, et qui participait à la défense des frontières de l'Empire. Elle fut longtemps appelée Rodenbourg, en néerlandais Rodenburg.
Aardenburg possède plusieurs façades et édifices remarquables, dont le principal est l'église Saint-Bavon. Cette église est l'exemple le plus complet d'édifice gothique tournaisien aux Pays-Bas. La ville était jadis une forteresse; il en reste une partie des fortifications et une porte, la porte Ouest.
Dans la région, Aardenburg est surnommée la ville des grenouilles; elle doit ce nom à l'uniforme vert de sa fanfare. Ses habitants ont adopté ce sobriquet (qui reste injurieux lorsque d'autres les en affublent), ils ont même élevé au centre de leur ville une fontaine à la grenouille.
Aardenburg fut une commune indépendante jusqu'en 1995 ; en cette année, la commune a fusionné avec celle de Sluis pour la nouvelle commune de Sluis-Aardenburg.

## Galerie

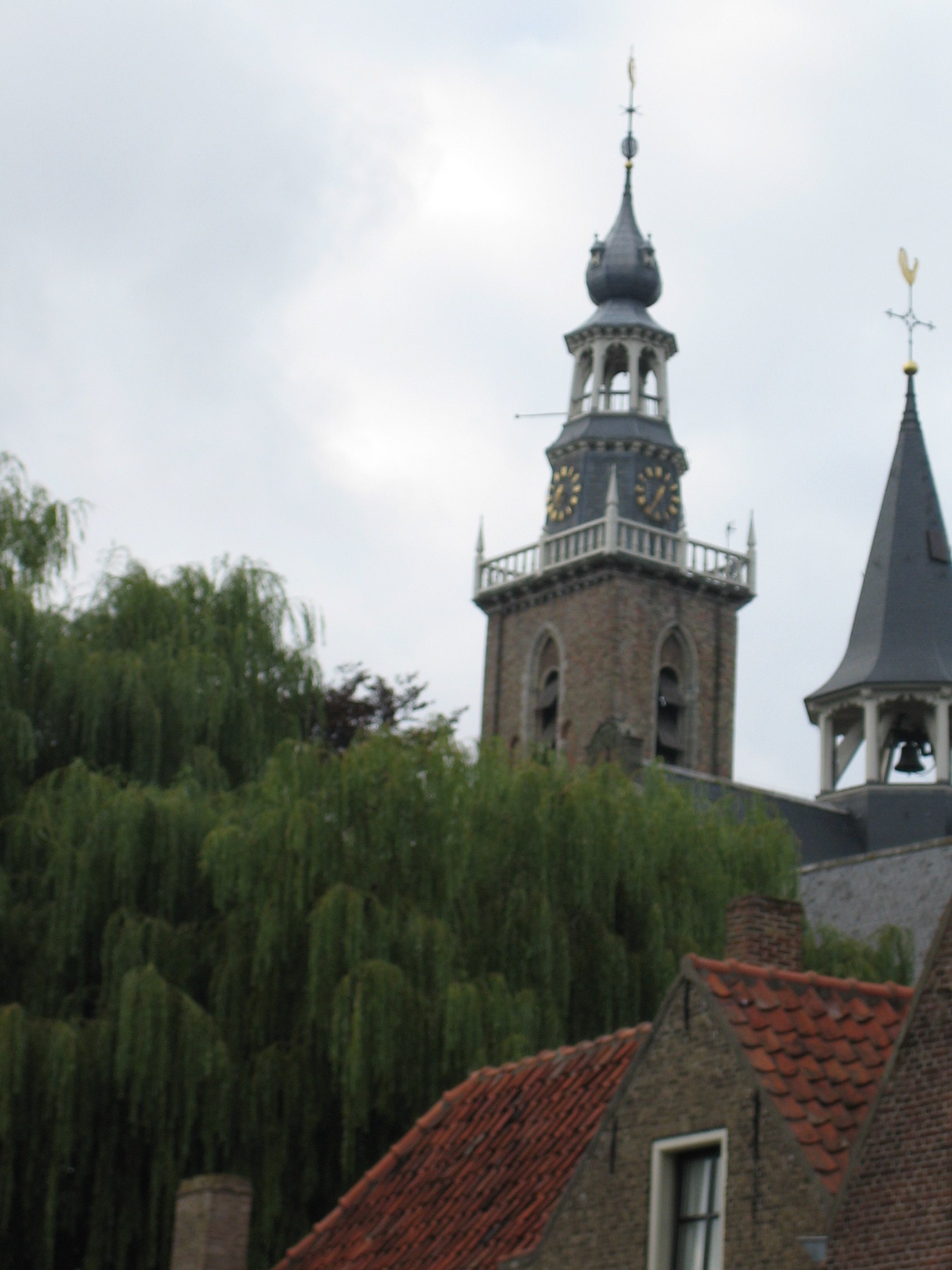
L'église Saint-Bavon.
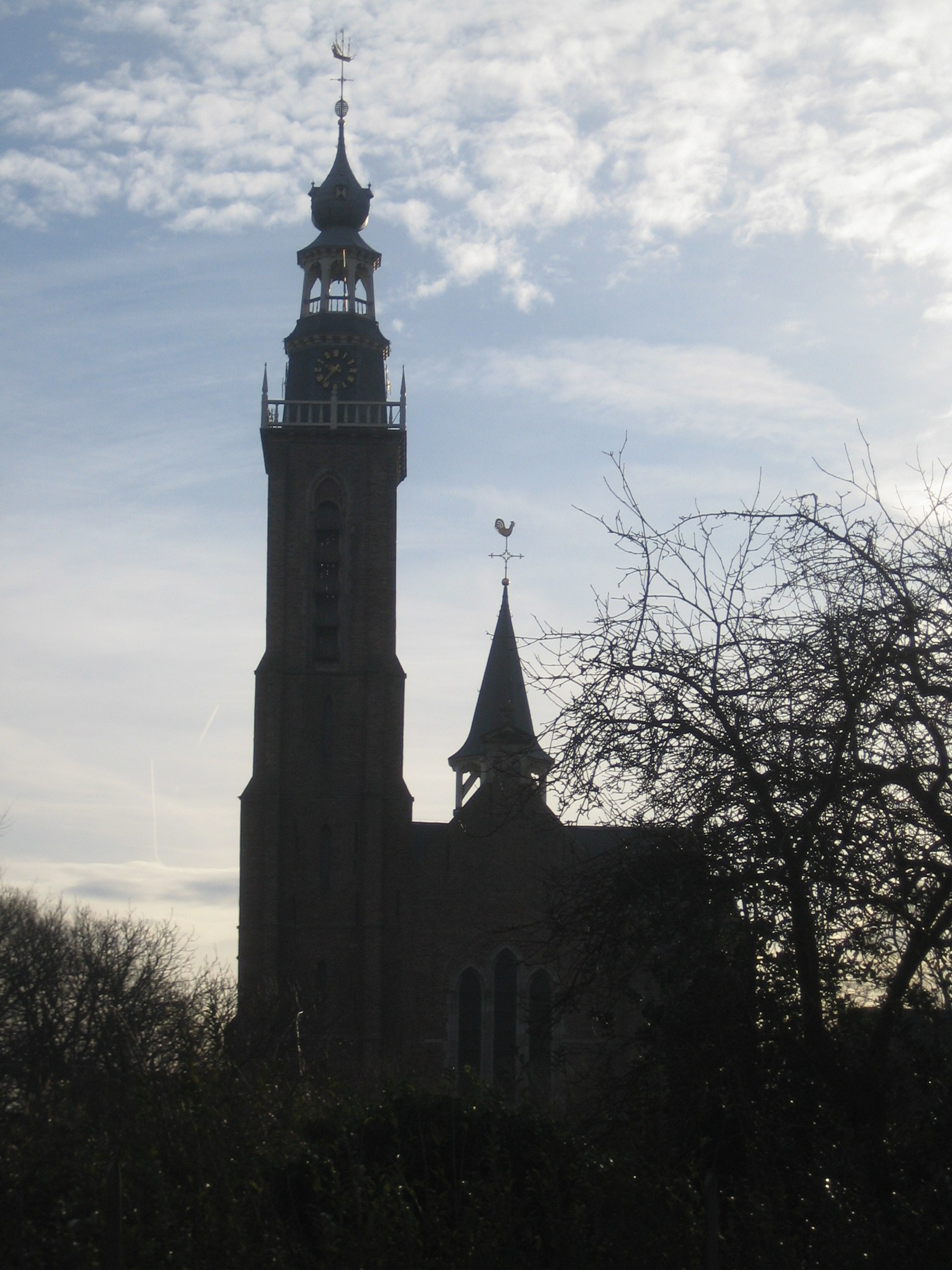
Id.
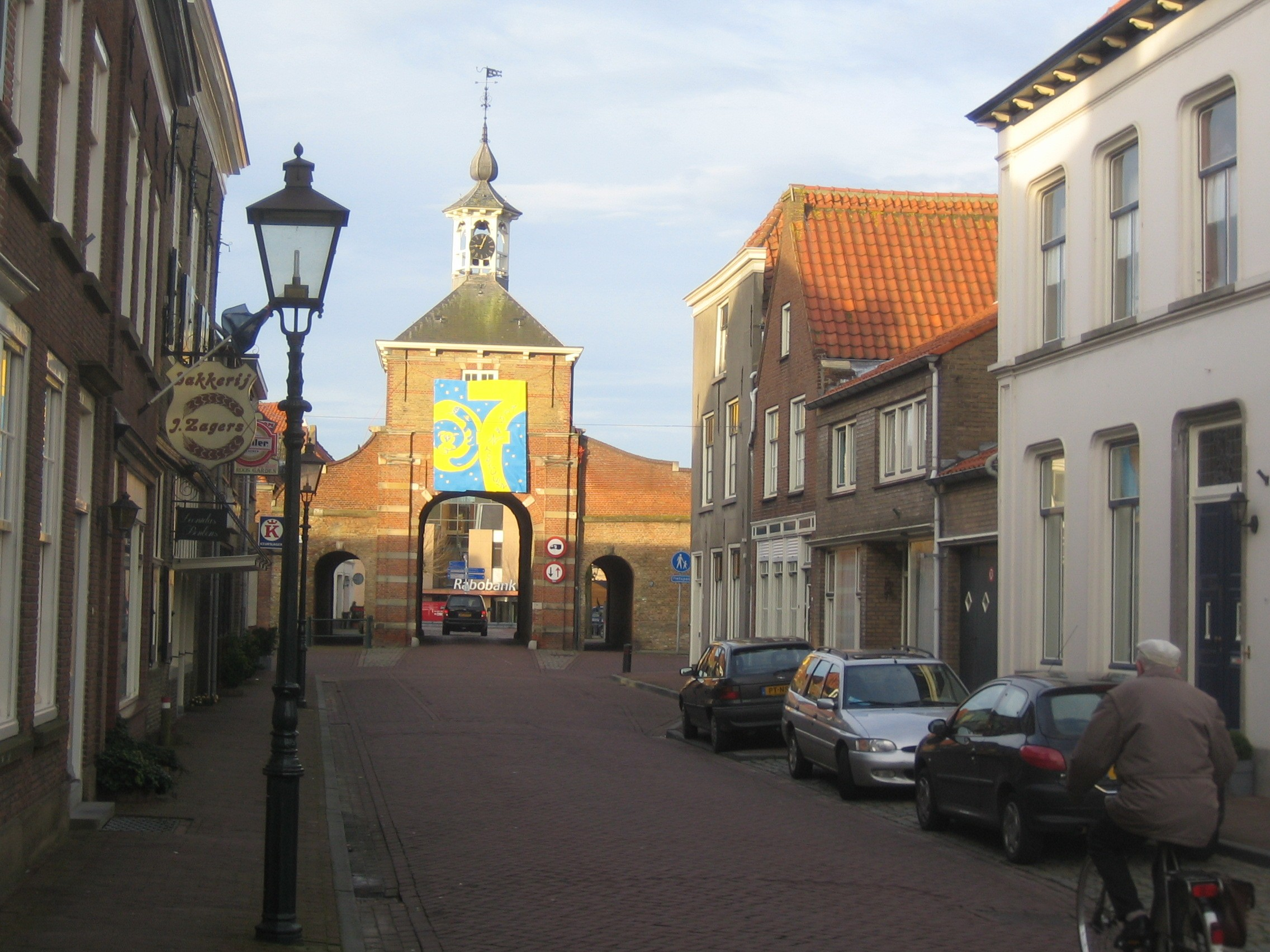
Le Kaaipoort.
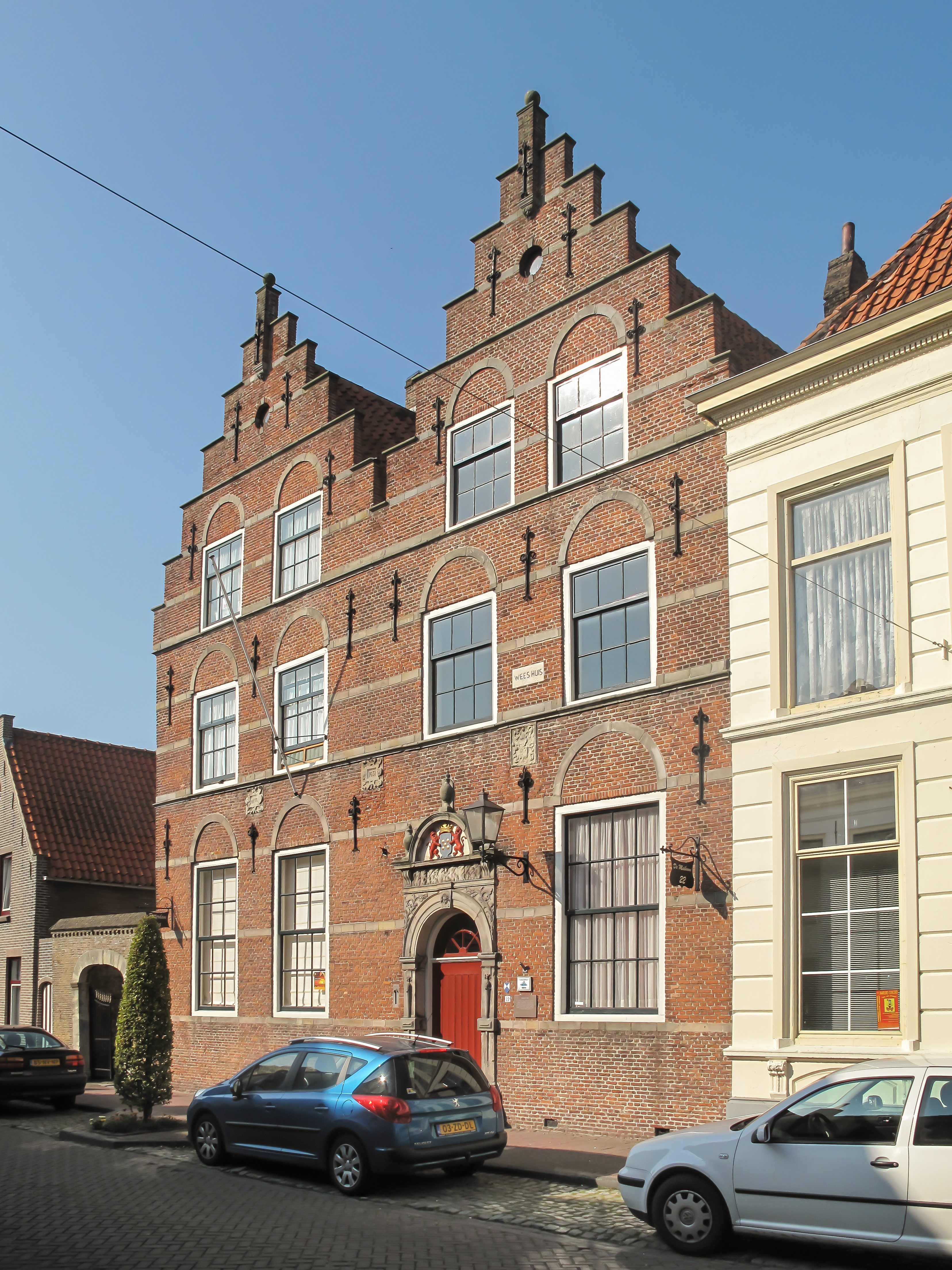
orphelinat: de Meiboom